# Infurcitinea atrifasciella
Infurcitinea atrifasciella är en fjärilsart som beskrevs av Otto Staudinger 1871. Infurcitinea atrifasciella ingår i släktet Infurcitinea och familjen äkta malar. Inga underarter finns listade i Catalogue of Life.